# Manganflurlita
La manganflurlita és un mineral de la classes dels fosfats. Rep el nom com anàleg de manganès de la flurlita.

## Característiques
La manganflurlita és un fosfat de fórmula química ZnMn2+₃Fe3+(PO₄)₃(OH)₂(H₂O)₇·2H₂O. Va ser aprovada com a espècie vàlida per l'Associació Mineralògica Internacional l'any 2017. Cristal·litza en el sistema monoclínic. La seva duresa a l'escala de Mohs és 2,5.
L'exemplar que va servir per a determinar l'espècie, el que es coneix com a material tipus, es troba conservat a les col·leccions mineralògiques del Museu d'Història Natural del Comtat de Los Angeles, a Los Angeles (Califòrnia) amb el número de catàleg: 66682.

## Formació i jaciments
Va ser descoberta a la pegmatita Hagendorf South situada a Waidhaus, dins el districte de Neustadt an der Waldnaab (Baviera, Alemanya), on sol trobar-se associada a la fosfofil·lita. Es tracta de l'únic indret de tot el planeta on ha estat descrita aquesta espècie mineral.